# Forte do Macapá
O Forte do Macapá localizava-se numa ponta de terra à margem esquerda do rio Amazonas, na antiga Província dos Tucujus, atual cidade de Macapá, no estado brasileiro do Amapá.

## História
No local onde, desde 1738, estava sediado um pequeno destacamento em seu reduto (Reduto do Macapá), agora sob o comando de Manuel Pereira de Abreu, o governador e capitão-general do Estado do Grão-Pará e Maranhão, Francisco Xavier de Mendonça Furtado (1751-1759), fundou a povoação do Macapá (BARRETO, 1958:55). Obedecia assim às ordens recebidas em Lisboa a 31 de março de 1751 de José I de Portugal que, através de instruções "públicas e secretas", determinava como Mendonça Furtado deveria pautar a sua administração no Estado do Grão-Pará e Maranhão. No bojo dessas instruções consta uma recomendação especial sobre a defesa do território do Amapá, a instrução nº 28, que estabelecia:
"(...) e especialmente sobre a fortaleza que, em 8 de Março de 1749, se me propôs ser precisa na costa de Macapá, examinando logo qual ella deva ser, de que força e os meios mais fáceis, e promptamente se podem aplicar a esta obra; e vos advirto que tanto esta fortaleza como as demais, que se fizerem para a defesa e segurança deste Estado, se hão de fazer de forma e modo que não pareça receio de nossos confinantes, havendo ao mesmo tempo a cautela precisa, para que elles não nos surprehendam, para que pêlos meios de facto não renovem as preterições antigas, e não queiram impossibilitar-nos, para lhes disputarmos em todo o tempo por força."
Chegando ao Pará em fins de Setembro de 1751, já na primeira quinzena de Dezembro do mesmo ano, organizava uma expedição, sob o comando do sargento-mor João Baptista do Livramento, para fundar a nova povoação e fortaleza de Macapá, conduzindo colonos açorianos, mantimentos, utensílios e ferramentas.
Em Julho do ano seguinte (1752) fez nova visita ao local, agora em auxílio à população vítima de uma epidemia de cólera.
Em 1753 chegaram a Belém do Pará dois Regimentos vindos de Lisboa, um destinado a guarnecer a praça de Belém e outro a guarnecer a fortaleza do Macapá assim que construída. (OLIVEIRA, 1968:750) Mendonça Furtado seguiu insistindo na construção da mesma (1754), a fim de manter os franceses na margem esquerda do rio Oiapoque. Nesse meio tempo, a povoação do Macapá foi elevada à categoria de vila (4 de fevereiro de 1758), com o nome de São José do Macapá, em solenidade assistida pelo governador Mendonça Furtado, quando em viagem para o rio Negro (BARRETO, 1958:55).
Em 1761, o governador e capitão-general do Estado do Grão-Pará e Maranhão, Manuel Bernardo de Melo e Castro, instruiu o Capitão Engenheiro Gaspar João Geraldo de Gronfeld a desenhar a planta de um forte de faxina e terra, a ser construído em São José do Macapá. Aprovada a planta, iniciaram-se as obras sobre uma ponta de terra onde, em 1738, havia sido erguido o primeiro reduto, concluídas em 31 de julho de 1761 (BARRETO, 1958:55-56).
Esse forte foi substituído definitivamente, a partir de 1764, pela Fortaleza de São José do Macapá.